# Friedrich Iffland
Friedrich Iffland (* 18. Oktober 1871 in Armsheim; † 21. Januar 1944 in Idar-Oberstein) war ein deutscher Politiker (SPD). Er war von 1928 bis 1933 Abgeordneter des Oldenburgischen Landtages.

## Leben
Iffland wurde als Sohn eines Maurers geboren. Er absolvierte nach dem Schulbesuch eine Lehre als Goldschmied in Oberstein, arbeitete zunächst in einer Fabrik und war seit den 1920er Jahren in der Obersteiner Heimindustrie tätig. Zudem war er ab 1908 in seiner Heimatgemeinde Gastwirt.
Iffland war ab 1908 für die SPD Mitglied des Obersteiner Gemeinderates. In den 1920er Jahren war er längere Zeit ehrenamtlicher Erster Beigeordneter der Stadt und Aufsichtsratsvorsitzender des Konsumvereins in Oberstein. Von 1919 bis 1922 war er Mitglied des Landesausschusses für den Landesteil Birkenfeld. Dem Oldenburgischen Landtag gehörte er von 1928 bis 1933 an; dort war er durchweg Mitglied des Petitionsausschusses. Nach der Machtübernahme der Nationalsozialisten sah Iffland keinen Sinn mehr in der Fortsetzung seiner Gemeinderatstätigkeit und legte am 22. Juni 1933 sein Ratsmandat in Oberstein nieder.
Friedrich Iffland war seit 1897 verheiratet.